# Isolaccia
Isolaccia (Isolècia in dialetto valtellinese) è il capoluogo del comune di Valdidentro, in provincia di Sondrio. Assieme a Bormio, Livigno e Santa Caterina Valfurva, è una delle località turistiche del comprensorio dell'Altavaltellina.

## Economia
L'economia di Isolaccia è principalmente basata sul turismo. 

In inverno è possibile praticare lo sci alpino, il biathlon e lo sci di fondo, infatti nella frazione sono presenti impianti di risalita e piste per praticare lo sci di discesa. Lo sci nordico è praticabile sulla Pista Viola, sede di varie competizioni di sci di fondo e biathlon, tra le quali la coppa del mondo organizzata dalla Federazione Internazionale Sci.

In estate, invece, la località richiama molti turisti disponendo di numerosi percorsi di hiking sia vicino al suo centro, che nelle immediate vicinanze. Si calcola che oltre la metà degli immobili del comune, siano seconde case usate per fini turistici.

## Posizione geografica
Isolaccia è in una valle tra il Crap de segn  montagna a nord con pareti d’arrampicata e molte gite come la Boc de diaul (bocca del diavolo) una grotta mai esplorata, il Crap de segn (la testa della strega) una piccola crepa tra la montagna, c’è anche una cascata e un ex centro faunistico.
A sud c’è la  montagna Cima Piazzi, questa a differenza della precedente ha meno gite dilettantistiche è più professionali ci sono bei boschi e grandi distese in dislivello. In questa parte si trova più vegetazione e fauna (soprattutto funghi). C’è anche un impianto sciistico chiamato Happy Mountain. A est e ovest ci sono principalmente collegamenti stradali. Isolaccia è tagliata dal fiume Viola.

## Storia
L'origine del suo nome risale alla leggenda che narra di come il paese si sia sviluppato su una palude, dove inizialmente esisteva un solo isolotto con una sola casa.
Gli abitanti vengono chiamati "cozzini". Vi sono numerose leggende che spiegano l'origine di questo nome: una di queste fa riferimento alle donne del tempo che, come si diceva, avevano poco seno e venivano quindi "paragonate" alle mucche senza latte (il cui termine per definirle era "kozz"). "Kozz" è inoltre il termine dialettico che indica i capelli; si dice che in passato gli abitanti portassero acconciature che non passavano inosservate.
Un'altra leggenda narra un vecchio proverbio del tempo che diceva: "i kozzin de Isolecia i en dur come la glecia" che significa: "i cozzini di Isolaccia sono testardi come il ghiaccio".